# Wilhelm Exner

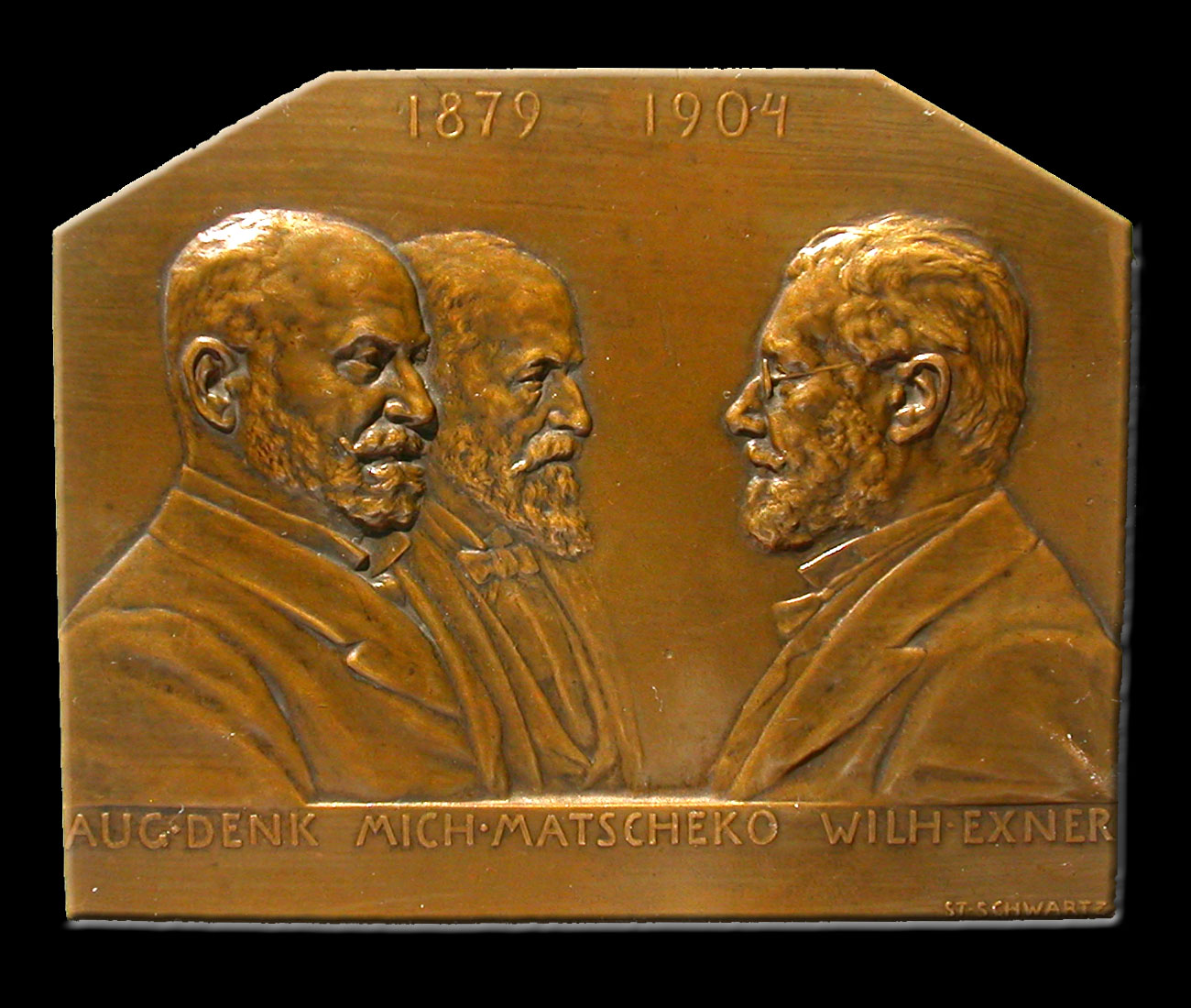
Wilhelm Exner (till höger)

Wilhelm Franz Exner, född 9 april 1840 i Gänserndorf, Niederösterreich, död 29 maj 1931 i Wien, var en österrikisk ingenjör.
Exner tillhörde som teknolog den yngre Hartigska skolan och var både som ingenjör och som författare specialist i träets förarbete. Han utvecklade en betydande verksamhet för hantverkets och slöjdens höjande i Österrike och för att främja målen för Technischen Museums für Industrie und Gewerbe i Wien. År 1879 grundlade han Technologisches Gewerbemuseum i Wien tillsammans med bland andra Banhaus och var därefter dess direktör. Från 1882 var han medlem av riksrådets Abgeordnetenhaus och tillhörde där det tysk-liberala partiet. Han redigerade bland annat "Beiträge zur Geschichte der Gewerbe und Erfindungen Oesterreichs" (1873) och "Mittheilungen des technologischen Gewerbemuseums" (1880).